# Modern femkamp vid olympiska sommarspelen 1920
Resultat från tävlingarna i modern femkamp vid olympiska spelen 1920. 

## Medaljörer
| Spel         | Guld                   | Silver                | Brons              |
| Individuellt | Gustaf Dyrssen Sverige | Erik de Laval Sverige | Gösta Runö Sverige |

## Medaljtabell
| Pl. | Nation  | Guld | Silver | Brons | Totalt |
| --- | ------- | ---- | ------ | ----- | ------ |
| 1   | Sverige | 1    | 1      | 1     | 3      |

## Deltagande nationer
- Danmark (4)
- Finland (2)
- Frankrike (4)
- Storbritannien (4)
- Italien (1)
- Norge (2)
- Sverige (4)
- USA (2)